# Kirchenstraße 21 (München)

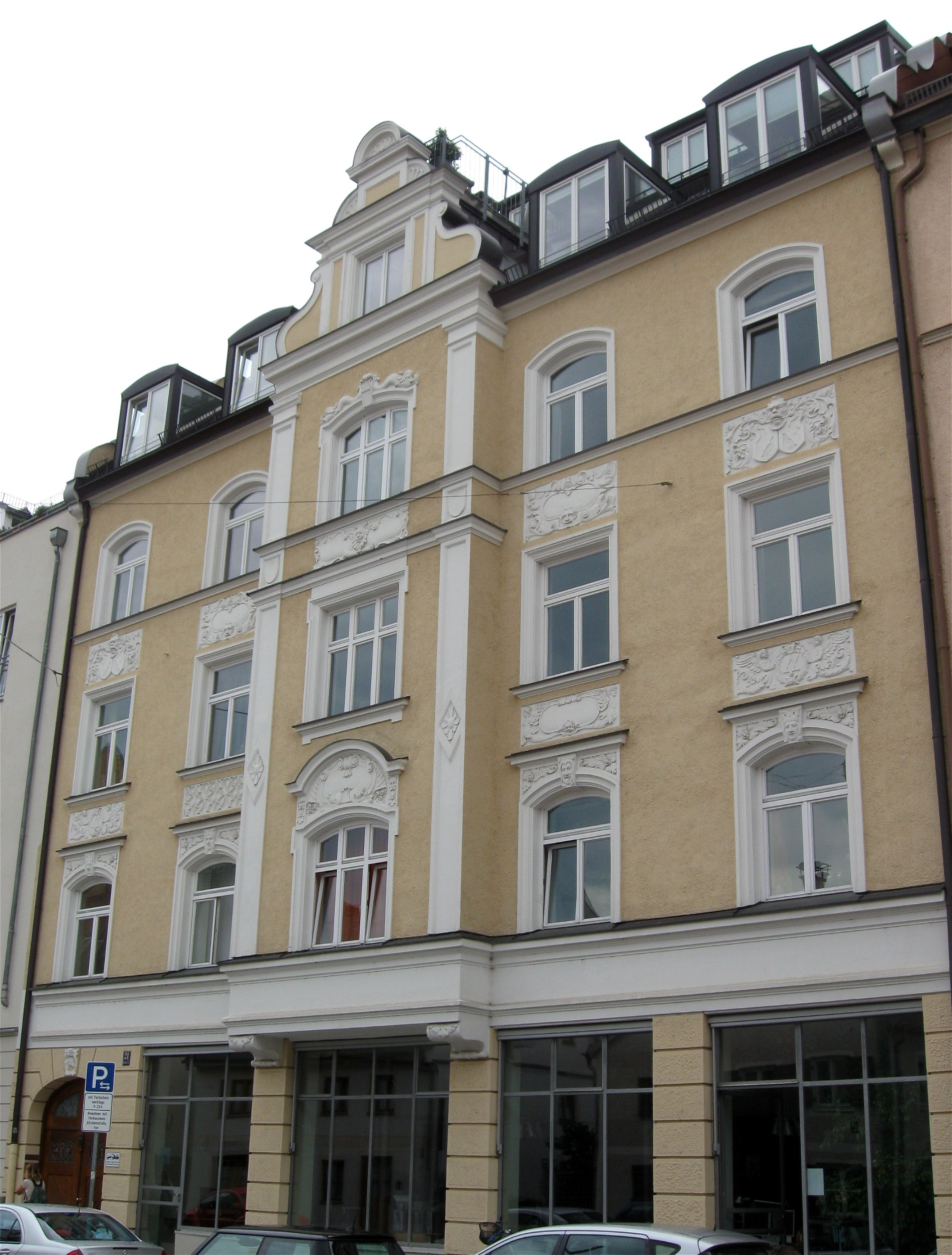
Haus Kirchenstraße 21 in München-Haidhausen

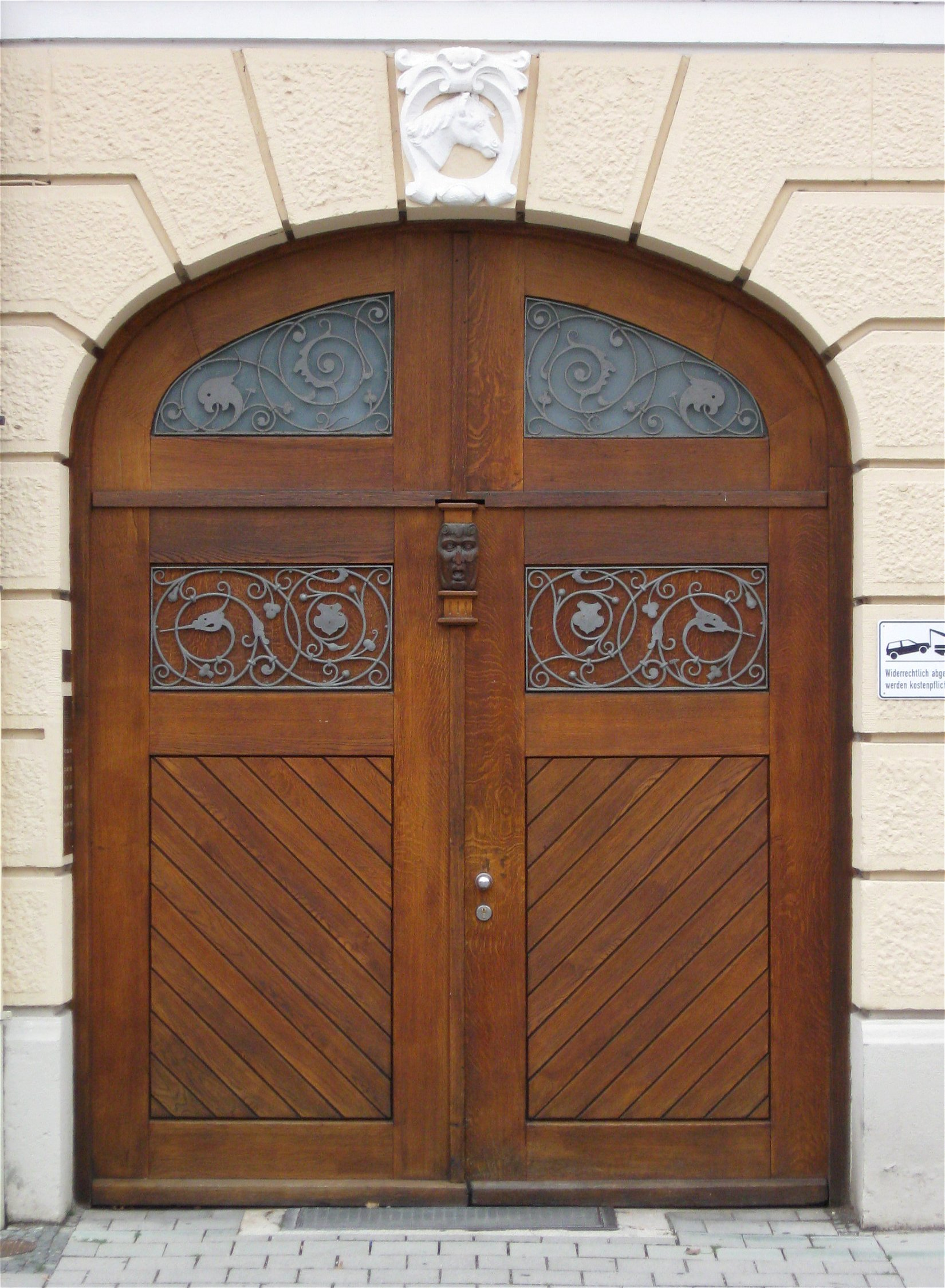
Portal des Hauses

Das Haus Kirchenstraße 21 ist ein denkmalgeschütztes Mietshaus im Münchner Stadtteil Haidhausen.
Das Wohnhaus im Stil der „deutschen Renaissance“ wurde 1898 nach Plänen des Architekten Ludwig Grothe errichtet. Es ist mit einem Erker und reichem Stuckdekor versehen. Mit den Häusern Nr. 23 und 25 bildet es eine Gruppe.